# Airela
Airela (oficialmente en eonaviego: A Airela) es una entidad de población española del municipio de Grandas de Salime, en Asturias.

## Historia
A mediados del siglo XIX, la aldea, ya por entonces perteneciente a Grandas de Salime, tenía contabilizada una población de 40 habitantes. Aparece descrita en el primer volumen del Diccionario geográfico-estadístico-histórico de España y sus posesiones de Ultramar de Pascual Madoz de la siguiente manera:

AIRELA: ald. en la prov. de Oviedo (22 leg.), ayunt. y felig. de Grandas de Salime (2): sit. á la falda de la sierra de Bustarbelle: clima sano: su térm. forma lím. con la prov. de Lugo; corre por él un insignificante arroyo que forman las lluvias del invierno: el terreno de mala calidad, los caminos estrechos, y el correo solo llega á la cap. de la felig. Prod. centeno, patatas y castañas: pobl.: 9 vec.: 40 alm.
(Madoz, 1845, p. 174)

En 2023 la entidad singular de población de Airela tenía empadronados 2 habitantes.